# NGC 7318A
NGC 7318A ist eine elliptische Galaxie im Sternbild Pegasus, die etwa 307 Millionen Lichtjahre von der Milchstraße entfernt ist. 
NGC 7318A ist ein Mitglied von Stephans Quintett. Halton Arp gliederte seinen Katalog ungewöhnlicher Galaxien nach rein morphologischen Kriterien in Gruppen. Diese Galaxiengruppe gehört zu der Klasse Gruppen von Galaxien. 
NGC 7318 wurde am 23. September 1876 vom französischen Astronomen Édouard Jean-Marie Stephan entdeckt.